# Lake Roto Te Koeti
Der Lake Roto Te Koeti ist ein Gebirgssee im Westland District der Region West Coast auf der Südinsel von Neuseeland.

## Namensherkunft
Der See wurde nach Dan (Taane) Te Koeti Turanga benannt, der den See im Jahr 1895 entdeckte.

## Geographie
Der Lake Roto Te Koeti befindet sich umgeben von bis zu 1996 m hohen Bergen, rund 1,2 km südsüdwestlich des Manakaiaua River, rund 1,7 km westlich des Karangarua River und rund 3,5 km nordöstlich des Makawhio River / Jacobs River. Der See, der eine Ost-West-Ausdehnung mit einer leichten Krümmung am östlichen Ende nach Südosten hin besitzt, erstreckt sich mit einer Fläche von 23 Hektar über eine Länge von 1,015 km. Seine Uferlinie kommt auf rund 2,54 km und an seiner breitesten Stelle misst der See rund 300 m in Nordnordost-Südsüdwest-Richtung.
Gespeist wird der Lake Roto Te Koeti durch einige wenige Gebirgsbäche und eine Entwässerung findet an seinem westlichen Ende über einen nicht näher bezeichneten Bach in Richtung des Jumbo Creek statt, der kurz danach in den Makawhio River / Jacobs River mündet.